# 艾琳·邓恩
艾琳·邓恩（英語：Irene Dunne，1898年12月20日—1990年9月4日）是一位美国电影演员和歌手，活跃在1930、1940和1950年代早期。邓恩曾凭借她在《壮志千秋》（1931）、《孽海狂涛》（1936）、《春闺风月》（1937）、《爱情事件》（1939）、《慈母泪》（1948）中的表演五度被提名奥斯卡最佳女演员奖。1958年被列入International Best Dressed List名人堂。